# Kurunta
Kurunta fue un miembro de la familia real hitita, que, supuestamente, dio un golpe de Estado en 1228 a. C., contra su primo Tudhaliya IV.
Muwatalli II, padre de Kurunta, había traslado la capital desde Hattusa a Tarhuntassa, pero esta decisión fue pronto revocada, ya que el hijo de Muwatalli y hermano de Kurunta, Urhi-Tesub, devolvió la capitalidad a Hattusa sin que por ello Tarhuntassa dejara de ser la importante ciudad en la que se había convertido; así, cuando Hattusili III, hermano de Muwatalli y tío de Urhi-Tesub y de Kurunta, se apoderó del trono, otorgó a Kurunta el gobierno de Tarhuntassa. Además, Hattusili, que había sido el tutor de Kurunta en su juventud, se encargó de asegurarse de que este y Tudhaliya IV, hijo y sucesor de Hattusili, desarrollaran una gran amistad.
Así, cuando Tudhaliya alcanzó el poder confirmó a Kurunta en su cargo. Sin embargo, en un momento dado, Kurunta comenzó a utilizar el título de "Gran Rey", reservado normalmente al rey hitita. Esto, junto a pruebas arqueológicas, lleva a algunos historiadores a afirmar que Kurunta dio un golpe de Estado, que, sin embargo, no debió prosperar, puesto que Tudhaliya IV siguió siendo rey.
Después del golpe, Ulmi-Tesup, probablemente un hermano de Kurunta, conservó el gobierno de Tarhuntassa, y, parece que esta ciudad se convirtió en un foco de rebeliones contra la rama de la familia real que ostentaba el poder. No obstante, algunos historiadores afirman que Ulmi-Tesup es otro nombre para Kurunta, que recuperó su cargo tras el fracaso del golpe de Estado, o que Kurunta nunca dio un golpe de Estado, sino que se declaró independiente del reino hitita. Hay incluso una teoría más, que afirma que el golpe de Kurunta se produjo después de la muerte de Tudhaliya IV, y que Kurunta fue desalojado por Arnuwanda III.